# Jake Bugg (album)
Jake Bugg is het debuutalbum van de gelijknamige artiest Jake Bugg. Het album kwam in oktober 2012 uit in Groot-Brittannië en werd over het algemeen positief beoordeeld door critici.

## Nummers
1. "Lightning Bolt" - 2:24
2. "Two Fingers" - 3:15
3. "Taste It" - 2:24
4. "Seen It All" - 2:51
5. "Simple As This" - 3:19
6. "Country Song" - 1:49
7. "Broken" - 4:07
8. "Trouble Town" - 2:50
9. "Ballad Of Mister Jones" - 2:39
10. "Slide" - 3:08
11. "Someone Told Me" - 5:19
12. "Note To Self" - 2:40
13. "Someplace" - 3:32
14. "Fire" - 1:45